# 飯南コミュニティバス
飯南コミュニティバス（いいなんコミュニティバス）は、三重県松阪市の旧飯南町を運行するコミュニティバスである。系統番号は飯南のIをとってI3。

## 概要
「ほほえみ」の名称がある。
2000年（平成12年）4月1日運行開始。
2013年（平成25年）10月1日より、桜福祉タクシーへ運行を委託。

## 現行路線

### 有間野・波留・横谷主路線
- 横谷 - 文化センター - 茶倉駅 - 粥見神社 - 飯南地域振興局 - 有間野小学校 - 神原生活改善センター
  - 月曜運行

### 相津・下郷主路線
- 文化センター → 茶倉駅 → 粥見神社 → 飯南地域振興局 → 相津観音堂下 → 飯南地域振興局 → 茶倉入口県道 → 飯南地域振興局 → 粥見神社 → 茶倉駅 → 文化センター
  - 火曜運行

### 深野・横野主路線
- 飯南地域振興局→粥見神社→茶倉駅→文化センター→神路山集会所→白猪山登山口下→文化センター→茶倉駅→粥見神社→飯南地域振興局
  - 水曜運行

### 飯南主路線
- 神原生活改善センター → 有間野小学校 → 飯南地域振興局 → 相津観音堂下 → 茶倉入口県道 → 粥見神社 → 飯南地域振興局 → 神路山集会所 → 白猪山登山口下 → 文化センター → 茶倉駅 → 粥見神社 → 飯南地域振興局 → 坂ノ下消防センター→文化センター → 茶倉駅 → 粥見神社→飯南地域振興局 → コメリ裏 → 神原生活改善センター → 飯高駅
- 飯南地域振興局 → 有間野小学校 → 神原生活改善センター → 飯高駅 → 神原生活改善センター → 有間野小学校 → 飯南地域振興局 → 粥見神社 → 茶倉入口県道 → 相津観音堂下 → 飯南地域振興局 → 粥見神社 → 茶倉駅 → 文化センター → 白猪山登山口下 → 神路山集会所 → 粥見神社 → 茶倉駅 → 文化センター → 坂ノ下消防センター
  - 木曜運行

### 仁柿主路線
- 飯南地域振興局 → 粥見神社 → 茶倉駅 → 文化センター → 神名原 → 坂ノ下消防センター → 文化センター → 茶倉駅 → 粥見神社 → 飯南地域振興局
  - 金曜運行

## 車両
- トヨタ・ハイエース